# Triflux
Il triflux è un particolare sistema di sovralimentazione del motore progettato dalla casa automobilistica italiana Lancia per equipaggiare i suoi prototipi di vetture da rally siglati rispettivamente ECV e ECV II.

## Descrizione e funzionamento
Il sistema in questione trovava applicazione su un propulsore a 4 cilindri in linea di 1.759 cm³ sovralimentato mediante 2 turbocompressori KKK K-26 di eguali dimensioni posti rispettivamente uno a destra ed uno a sinistra del blocco motore.

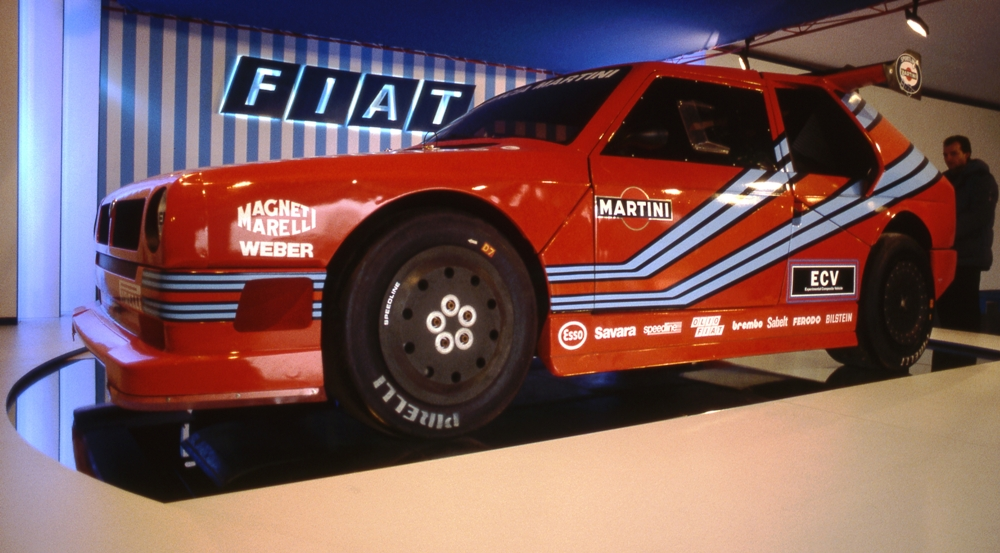
Lancia ECV, prima vettura equipaggiata con il sistema triflux

La testata è a 4 valvole per cilindro, la distribuzione è affidata a due alberi a camme senza i controrotanti. Diversamente dalla consueta impostazione utilizzata nei motori, le valvole non sono accoppiate per aspirazione e scarico bensì "incrociate", cioè aspirazione-scarico e scarico-aspirazione. In questo modo non esiste un lato caldo e un lato freddo del motore in quanto le valvole di scarico sono alternate a quelle di aspirazione sia sul lato destro che su quello sinistro, una soluzione che consente una dilatazione dei materiali più uniforme con la possibilità di aumentare la compressione o la pressione del turbo, ma che favorisce anche una elevata turbolenza della miscela durante la fase di immissione e di conseguenza una combustione più omogenea.
Il sistema, definito triflux, sta ad indicare i 3 distinti flussi d'aria riscontrabili all'interno del sistema di sovralimentazione del motore, il quale presenta due collettori di scarico ed uno di aspirazione: i gas residui della combustione sono raccolti dai 2 collettori di scarico alimentando i rispettivi turbocompressori, questi ultimi aspirano aria e la comprimono convogliandola tramite 2 manicotti verso un unico collettore di aspirazione posizionato sopra la testata. Da qui il termine triflux che indica appunto i tre flussi del motore, uno di aspirazione e due di scarico.
Il principio di funzionamento delle turbine è il seguente: ai bassi regimi motore, tramite un'apposita valvola di tipo wastegate, tutti i gas di scarico sono convogliati a una sola turbina, così da ridurre il problema del turbo lag, invece oltrepassati i 5.000 rpm i gas di scarico vengono convogliati ad entrambi i turbocompressori lavorando in parallelo. La potenza ottenuta variava da circa 600 CV fino a un massimo di 800 CV.

## Uso
Furono realizzati solo cinque propulsori dotati di questa tecnologia: uno è montato sulla Lancia ECV2 esposta al Museo Lancia di Torino, due furono acquistati dal pilota Luciano Tamburini e da lui installati sulle sue vetture, con cui partecipò con successo a gare di velocità su terra, mentre gli ultimi due sono in possesso del pilota e preparatore Giuseppe Volta, che ne ha installato uno sulla sua ricostruzione della DELTA ECV1 Evo 87.

## Caratteristiche
Questo sistema di sovralimentazione venne concepito per garantire una erogazione ottimale sulle vetture da rally: anziché montare una turbina di grandi dimensioni per raggiungere elevate potenze ma con un inevitabile ritardo di risposta ai bassi regimi, l'utilizzo di 2 turbine di piccole dimensioni dal funzionamento prima in serie poi in parallelo garantiva sia prontezza in basso che spinta agli alti regimi.
Rispetto al precedente motore della Lancia Delta S4, dotato di doppia sovralimentazione composta da compressore volumetrico e turbocompressore, non c'è il penalizzante assorbimento di potenza dovuto all'utilizzo di cinghie collegate all'albero motore per l'azionamento del compressore volumetrico.